# Aleksandr Zaustinski
Aleksandr Pietrowicz Zaustinski, ros. Александр Петрович Заустинский (ur. 11 czerwca 1893 w Sankt Petersburgu, zm. 20 grudnia 1971  w Montmorency) – rosyjski wojskowy (rotmistrz), emigracyjny działacz wojskowy, dowódca ochotniczego oddziału w składzie Grupy Interwencyjnej "Tietjen" podczas II wojny światowej.
Po wybuchu I wojny światowej wstąpił ochotniczo do armii rosyjskiej. Służył w 1 Moskiewskim Pułku Dragonów. W 1918 wstąpił do wojsk Białych gen. Antona I. Denikina. Doszedł do stopnia rotmistrza. W połowie października 1920 wraz z wojskami Białych został ewakuowany z Krymu do Gallipoli. Na emigracji zamieszkał we Francji. Dorobił się sklepu owocowego w Paryżu. Był członkiem Rosyjskiego Związku Ogólnowojskowego (ROWS). Po ataku wojsk niemieckich na ZSRR 22 czerwca 1941, przybył na okupowane obszary radzieckie. Stanął na czele antypartyzanckiego oddziału ochotniczego złożonego z byłych jeńców wojennych, formowanego w rejonie Wieliża przy sztabie niemieckiej 9 Armii. Wszedł on w skład Grupy Interwencyjnej "Tietjen". W 1942 w kolaboracyjnym piśmie „Za rodinu” opublikowano artykuł pt. „Bolszoj kapitan. Rotmistr Zaustinskij i jego bor´ba s krasnymi partizanami” autorstwa Nikołaja N. Brieszko-Brieszkowskiego. Po zakończeniu wojny A. P. Zaustinski powrócił do Francji. Był członkiem paryskiego oddziału Ruchu Ludowo-Monarchistycznego. W latach 50. został jego przewodniczącym.